# Весь світ театр
«Весь світ театр» (рос. «Весь мир театр») — книга російського письменника та перекладача Бориса Акуніна. Тринадцята частина пригод елегантного російського слідчого Ераста Фандоріна.

## Сюжет
Дія відбувається у 1911 році, у Москві. В одному з московських театрів відбуваються злочини, Ераст Петрович намагається розкрити їх.

## Цікаві факти
- В перший день продажу читачами було розкуплено понад 500 екземплярів.[1]